# Зарожани
Зарожа́ни — село в Україні, у Недобоївській сільській громаді Дністровського району Чернівецької області.
В селі розташована гідрологічна пам'ятка природи «Зарожанська мінеральна», а на північ від села — лісовий заказник «Зарожанська Дача».

## Герб
У золотому щиті зелена виноградна лоза з таким же листом і лазуровим гроном.

## Історія
За даними на 1859 рік у власницькому селі Хотинського повіту Бессарабської губернії, мешкало 1041 особа (510 чоловічої статі та 531 — жіночої), налічувалось 187 дворових господарств, існувала православна церква.
Станом на 1886 рік у власницькому селі, центрі Клишківської волості, мешкало 1503 особи, налічувалось 276 дворових господарств, існували православна церква та школа.

## Населення

### Мова
Розподіл населення за рідною мовою за даними перепису 2001 року:

## Населення

### Мова
Розподіл населення за рідною мовою за даними перепису 2001 року:
| Мова            | Кількість | Відсоток |
| --------------- | --------- | -------- |
| українська      | 3231      | 98.39%   |
| російська       | 35        | 1.06%    |
| румунська       | 12        | 0.37%    |
| білоруська      | 4         | 0.12%    |
| болгарська      | 1         | 0.03%    |
| інші/не вказали | 1         | 0.03%    |
| Усього          | 3284      | 100%     |

## Уродженці
- Абазопуло Володимир Костянтинович (народився 2 вересня 1951 року) — народний артист України (2009).
- Галюк Володимир Семенович (народився 5 серпня 1935 року) — заслужений журналіст України.
- Гонцарюк Дементій Іванович 1897 р. н. Сержант, командир відділення 8 ср 935 сп 306 сд. Призваний у Червону армію в 1944 р. Хотинським РВК. На фронті з листопада 1944 р. Дружина — Гонцарюк Олександра Захарівна. Сержант Гонцарюк, будучи на фронті з 1944 р., неодноразово брав участь у боях, сміливо вів своє відділення вперед. 21.11.1944 р. у бою під м. Рига був поранений, перебуваючи в складі 875 сп 158 сд. Нагороджений орденом Червоної Зірки. Наказ № 07 від 13.02.1945 р. ЦАМО, ф. 1614, оп. 2, спр. 87, арк.. 99.
- Дубковецький Федір Іванович (1894—1960) — двічі Герой Соціалістичної Праці (1951, 1958).
- Дергач Леонід Валентинович (1979—2017) — кандидат юридичних наук, викладач ЧНУ ім. Юрія Федьковича, старший лейтенант, командир роти, 72 ОМБр, учасник російсько-української війни, Народний Герой України.
- Романюк Анатоль (1924—2018) — екс-президент демографів Канади, доктор двох університетів.